# AU-F1 GCT
AU-F1 GCT (AUtomoteur modèle F1 Grand Cadence de Tir) je samohodni top razvijen kasnih 1960-ih. Prvi prototip je dovršen 1972. godine. Serijska proizvodnja je počela 1977. i zaustavljena je 1993. godine. Ukupno 250 vozila je napravljeno za Francusku vojsku, a manji broj je izvezen u Irak, Kuvajt i Saudijsku Arabiju.
F1 GCT je baziran na tijelu AMX-30 tenka. Vozilo je pokretano dizelskim motorom Hispano-Suiza HS-110 maksimalne snage 720 KS. F1 GCT kupola može se ugraditi i na Leopard 1 i T-72 glavni borbeni tenk. 
F1 GCT je naoružan sa 155 mm/L40 topom, opremljenim automatskim punjačem. Najveća brzina paljbe iznosi 8 granata u minuti. Top se može puniti i ručno, ali uz maksimalnu brzinu paljbe od 1 do 2 granate u minuti. Domet paljbe je 23,5 km za standardnu HE-FRAG granatu i 30 km za raketu. Borbeni komplet sastoji se od 42 granate. Oklop F1 GTC-a pruža zaštitu posadi od oružja malog kalibra i krhotina topničkih granata. Vozilo je opremljeno i s NBC zaštitom i sustavom za automatsku paljbu. Posada se sastoji od 4 člana i uključuje zapovjednika, vozača, topnika i punitelja.